# Paul Papp
Pour les articles homonymes, voir Papp.
Paul Papp (né le 11 novembre 1989 à Dej) est un footballeur international roumain. Il peut jouer en tant que défenseur central ou comme arrière droit au Sivasspor.

## Biographie

### En club
Paul Papp joue deux matchs en Ligue des champions avec le FC Vaslui lors de l'année 2011.
Il joue 14 matchs en Serie A avec le Chievo Vérone.

### En équipe nationale
Il reçoit sa première sélection en équipe nationale le 8 février 2011 contre l'Ukraine.

## Palmarès
- Vainqueur de la Coupe de Roumanie en 2014 avec l'Astra Giurgiu
- Vainqueur de la Supercoupe de Roumanie en 2014 avec l'Astra Giurgiu
- Vainqueur de la Coupe de la Ligue roumaine en 2015 avec le Steaua Bucarest
- Champion de Roumanie en 2015 avec le Steaua Bucarest
- Vainqueur de la Coupe de Roumanie en 2015 avec le Steaua Bucarest
- Vainqueur de la Coupe de Roumanie en 2021 avec l'Universitatea Craiova